# Tania Bruguera
Tania Bruguera (nascida em 1968) é uma artista de instalação e de performance cubana. Ela vive e trabalha entre Nova Iorque e Havana, e tem participado de inúmeras exibições internacionais. Seu trabalho é também em coleções permanentes em várias instituições, incluindo o Museum of Modern Art, o Bronx Museum of the Arts e o Museo Nacional de Bellas Artes de La Habana.
O eixo de trabalho de Bruguera gira em torno de poder e controle, e muitos dos seus trabalhos interrogam e reapresentam eventos na história cubana. Como parte do trabalho, Bruguera lançou uma campanha de alerta ao respeito imigrante e iniciou um dia internacional de ações em 18 de dezembro de 2011 (que as Nações Unidas designou como Dia Internacional do Migrante), e outros artistas também farão trabalhos sobre imigração.

## Biografia
Nascida Tania Brugueras, filha do diplomata e político Miguel Brugueras, mas aos 18 anos mudou seu sobrenome para Bruguera, "seu primeiro ato de rebelião política".
Com seu pai sendo diplomata e ministro no governo de Fidel Castro, Tania se mudou três vezes durante a sua infância. A carreira de seu pai levou a família a Paris (1973–1974), Líbano (1974–1977) e Panamá (1977–1979). Em 1979, dois anos após sua terceira mudança, Bruguera decidiu retornar a Cuba.
Bruguera estudou no Instituto Superior de Arte em Havana e então recebeu o seu M.F.A. pela School of the Art Institute of Chicago. Ela é a fundadora e diretora da Catédra Arte de Conducta (behavior art school), o primeiro programa de estudos em performance da América Latina, que é oferecido pelo Instituto Superior de Arte em Havana.
De 2003 a 2010, ela foi professora assistente do Departamento de Artes Visuais da Universidade de Chicago, nos Estados Unidos, e é professora convidada da Università Iuav di Venezia em Veneza, Itália. Em 2 de janeiro de 2015, ela foi solta depois de três detenções, após mais de mil artistas terem assinado uma carta aberta a Raúl Castro, pedindo que ela fosse solta.

## Trabalho
Em 2018, Bruguera fez parte da comissão para o Turbine Hall do Tate Modern. Bruguera tem participado de inúmeras exibições internacionais, como Documenta 11 (2002), a Bienal Iberoamericana em Lima, Peru (2002), a Istanbul Biennial (2003), a Shanghai Biennale (2004), e a Gwangju Biennale em Gwangju, Coreia do Sul (2008).

### Ativismo
Bruguera foi presa e solta três vezes entre dezembro de 2014 e janeiro de 2015 por ter organizado uma apresentação pública na Plaza de la Revolución em Havana. Ela foi detida com vários outros artistas, ativistas, bloggers e jornalistas cubanos que participaram da campanha Yo Tambien Exijo. A campanha cresceu após as declarações de Raúl Castro e Barack Obama em 17 de dezembro de 2014 sobre a restauração de laços diplomáticos, potencialmente trazendo um fim a cinco décadas de hostilidade. A primeira prisão foi em 30 de dezembro, após Bruguera anunciar performance pública com a intenção de deixar um microfone aberto disponível aos cubanos, permitindo que eles livremente expressassem seus pensamentos. A performance, intitulada Tatlin’s wisper #6 – Havana Version, foi também feita em 2009 durante o evento da décima Havana Biennial.
Em outubro de 2017, Bruguera anunciou que ela deveria ter concorrido para ser presidente de Cuba, quando o então presidente Raúl Castro (irmão de Fidel Castro) finalizaria seu mandato. Bruguera afirmou que a performance satírica é um ato de expor o fato de que Cuba é um partido estatal que não é elegido pelas pessoas. Ela espera agir para mudar, trazendo luz a essa realidade, removendo a culturad do medo.

## Exibições
| 2018 | Untitled (Havana 2000)                                                                | The Museum of Modern Art, New York, United States                                       | Solo  |
| 2004 | Dated Flesh                                                                           | Rhona Hoffman Gallery, Chicago, United States                                           | Solo  |
| 2004 | Art Projects                                                                          | Art Basel, Miami, United States                                                         | Grupo |
| 2004 | Shangai Bienale                                                                       | Shangai, China                                                                          | Grupo |
| 2004 | Island Nations                                                                        | Rhode Island School of Design Museum, Rhode Island, United States                       | Grupo |
| 2003 | Esercizio di resistenza                                                               | Franco Soffiantino Gallery, Turin, Italy                                                | Solo  |
| 2003 | Autobiografia                                                                         | Museo Nacional de Bellas Artes, Havana, Cuba                                            | Solo  |
| 2003 | The Royal, royal trip                                                                 | PS1, New York, New York                                                                 | Grupo |
| 2003 | Untitled                                                                              | Palácio del Patio Herreriano, Valladollid, Spain                                        | Grupo |
| 2003 | Poetic Justice                                                                        | 8th Istanbul Bienale, Istanbul, Turkey                                                  | Grupo |
| 2003 | The living museum                                                                     | Museum fur Modern Kunst, Frankfurt, Germany                                             | Grupo |
| 2002 | Ingeniero de almas                                                                    | Palácio de Abrantes, Salamanca, Spain                                                   | Solo  |
| 2002 | Tania Bruguera – Ghada Amer                                                           | San Francisco Art Institute, San Francisco, California, United States                   | Solo  |
| 2002 | Fusion Cuisine                                                                        | Deste Foundation, Athens, Greece                                                        | Grupo |
| 2002 | Extreme Existence                                                                     | Pratt Institute. New York                                                               | Grupo |
| 2002 | Documenta 11                                                                          | Kassel, Germany                                                                         | Grupo |
| 2002 | The Stone and water                                                                   | Helsinki Art Museum, Helsinki, Finland                                                  | Grupo |
| 2002 | No place                                                                              | IFA Gallery, Bonn, Germany                                                              | Grupo |
| 2002 | III Bienal de Lima                                                                    | Lima, Peru                                                                              | Grupo |
| 2002 | Untitled                                                                              | F.A.I.R The Royal College, London                                                       | Grupo |
| 2001 | La isla en peso                                                                       | Casa de las Américas, Havana                                                            | Solo  |
| 2001 | Tania Bruguera                                                                        | LiebmanMagnan Gallery, New York                                                         | Solo  |
| 2001 | A little bit of history repeated                                                      | Kunst Werte, Berlin, Germany                                                            | Grupo |
| 2001 | Mercancias                                                                            | Espacio C, Cantabria, Spain                                                             | Grupo |
| 2001 | Span                                                                                  | International Performance Arts Residency Project, London, United Kingdom                | Grupo |
| 2001 | The Plateau of Humankind                                                              | 49th Venice Bienal, Venice, Italy                                                       | Grupo |
| 2001 | Do you have time?                                                                     | LiebmanMagnan Gallery, New York                                                         | Grupo |
| 2000 | Uno mas cerca del otro, VII Bienal de la Habana                                       | Fortaleza de San Carlos de la Cabaña, Galería de Contraminas de San Ambrosio, La Habana | Grupo |
| 2000 | Arte all Arte, 5th edition                                                            | Fortezza di Poggio Imperiale, Arte Continua, Poggibonsi, Tuscany, Italy                 | Grupo |
| 2000 | Exotica Incognita                                                                     | 3rd. Kwangju Bienale, Kwangju                                                           | Grupo |
| 2000 | Cutting Edge                                                                          | ARCO: Feria de Arte Contemporáneo, Recinto Ferial Juan Carlos I Madrid, Spain           | Grupo |
| 1999 | Recent work                                                                           | Vera van Laer Gallery, Antwerp, Belgium                                                 | Solo  |
| 1999 | Videodrome                                                                            | The New Museum of Contemporary Art, New York                                            | Grupo |
| 1999 | Utopia-Distopia                                                                       | 8va. Muestra Internacional de Performance, México City, México                          | Grupo |
| 1999 | Looking for a Place, III International Biennial                                       | SITE Santa Fe, New México, United States                                                | Grupo |
| 1999 | Happening                                                                             | Stedelijk Museum voor Actuele Kunst, Gent, Belgium                                      | Grupo |
| 1999 | Cuba – Maps of desire                                                                 | Kunsthalle Wien, Austria                                                                | Grupo |
| 1998 | Art in Freedom                                                                        | Boymans van Beuningen Museum, Rotterdam, The Netherlands                                | Grupo |
| 1998 | The Garden of Forking Paths                                                           | Helsinski City Art Museum, Helsinski, Finland                                           | Grupo |
| 1998 | II Salón de Arte Contemporáneo                                                        | Centro de Arte Contemporáneo Wifredo Lam, La Habana                                     | Grupo |
| 1998 | Obsesiones                                                                            | Centro de Arte Contemporáneo Wifredo Lam, Havana                                        | Grupo |
| 1998 | De discretas autorías. Cuba y Venezuela: Nuevas poéticas                              | Museo de Arte Contemporáneo Mario Abreu, Maracay, Venezuela                             | Grupo |
| 1998 | Fragmentos a su imán                                                                  | Galería Latinoamericana, Casa de las Américas, Havana                                   | Grupo |
| 1998 | III Bienal Barro de América                                                           | Museo de Bellas Artes, Caracas, Venezuela                                               | Grupo |
| 1998 | Desde el cuerpo: Alegorías de lo feminino                                             | Museo de Bellas Artes, Caracas                                                          | Grupo |
| 1997 | El peso de la culpa                                                                   | Tejadillo 214, Havana                                                                   | Solo  |
| 1997 | Anima                                                                                 | The School of the Art Institute of Chicago,Illinois, U.S                                | Solo  |
| 1997 | Trade routes, 2nd Johannesburg Biennale                                               | The Electric Workshop, Johannesburg, South Africa                                       | Grupo |
| 1997 | 1990's Art from Cuba, a national residency and exhibition program Betty Rymer Gallery | The School of the Art Institute, Chicago                                                | Grupo |
| 1997 | Trabajo por cuenta própria                                                            | acultad de Artes y Letras, University of Havana, Havana                                 | Grupo |
| 1997 | New Art from Cuba: Utopic Territories                                                 | Morris and Helen Belkin Art Gallery, Vancouver, Canada                                  | Grupo |
| 1997 | Las mieles del silencio                                                               | Galería Latinoamericana, Casa de las Américas, Havana                                   | Grupo |
| 1997 | El ocultamiento de las almas                                                          | Centro de Desarrollo de las Artes Visuales, Havana                                      | Grupo |
| 1996 | Cabeza abajo                                                                          | Espacio Aglutinador, Havana                                                             | Solo  |
| 1996 | Lágrimas de tránsito                                                                  | Centro de Arte Contemporáneo Wifredo Lam, Havana                                        | Solo  |
| 1996 | 23rd São Paulo International Biennial                                                 | Parque do Ibirapuera, São Paulo, Brazil                                                 | Grupo |
| 1996 | La carne                                                                              | Espacio Aglutinador, Havana                                                             | Grupo |
| 1996 | I Salón Internacional de Estandartes                                                  | Centro Cultural Tijuana, Tijuana, México                                                | Grupo |
| 1996 | Otras Escri(p)turas                                                                   | Centro Provincial de Artes Plásticas y Diseño, Havana                                   | Grupo |
| 1996 | Un giro de tuerca                                                                     | Galería Taller de Serigrafía René Portocarrero, Havana                                  | Grupo |
| 1996 | Mujeres por mujeres                                                                   | Galería Imago, Gran Teatro de la Habana, Havana                                         | Grupo |
| 1995 | Lo que me corresponde                                                                 | Artist's home, Havana                                                                   | Solo  |
| 1995 | Soñando, with Fernando Rodriguez                                                      | Gasworks Studios Gallery, London, England                                               | Solo  |
| 1995 | 1st Contemporary Art Competition                                                      | Museo Nacional de Bellas Artes, Havana                                                  | Grupo |
| 1995 | II Bienal del Barro                                                                   | Centro de Arte Contemporáneo Lía Bermudez, Maracaibo, Venezuela                         | Grupo |
| 1995 | La Isla Posible                                                                       | Centro di Cultura Contemporania, Barcelona, Spain                                       | Grupo |
| 1995 | New Art from Cuba                                                                     | Whitechapel Art Gallery, London, England                                                | Grupo |
| 1995 | Las formas de la tierra                                                               | Galería Buades, Madrid                                                                  | Grupo |
| 1994 | La otra orilla, V Havana Biennial                                                     | Castillo de los Três Reyes del Morro, Centro Wifredo Lam, Havana                        | Grupo |
| 1994 | Una brecha entre el cielo y la tierra                                                 | Centro Provincial de Artes Plásticas y Diseño, Havana                                   | Grupo |
| 1994 | Utopía                                                                                | Galería Espada, Casa del Joven Creador, Havana                                          | Grupo |
| 1994 | Catálogo                                                                              | Galería Catálogo, Union of Writers and Artists of Cuba, Havana                          | Grupo |
| 1994 | Salón de la Ciudad '94                                                                | Centro Provincial de Artes Plásticas y Diseño, Havana                                   | Grupo |
| 1993 | Memoria de la postguerra                                                              | Galería Plaza Vieja, Havana                                                             | Solo  |
| 1993 | XI International Drawing Biennial                                                     | Middlesbrough Fine Arts Museum, Cleveland, England                                      | Grupo |
| 1993 | La nube en pantalones                                                                 | Museo Nacional de Bellas Artes, Havana                                                  | Grupo |
| 1993 | Dibujo no te olvido                                                                   | Centro de Desarrollo de las Artes Visuales, Havana                                      | Grupo |
| 1992 | Ana Mendieta. Sala Polivalente                                                        | Centro de Desarrollo de las Artes Visuales, Havana                                      | Solo  |
| 1992 | 2nd International Poster Biennial                                                     | Museo José Luis Cuevas. México City                                                     | Grupo |
| 1989 | II Festival de la Creación y la investigación                                         | Instituto Superior de Arte, Havana                                                      | Grupo |
| 1989 | Fotografía manipulada, workshop’s exhibition                                          | Fototeca de Cuba, Havana                                                                | Grupo |
| 1988 | No por mucho madrugar amanece más temprano                                            | Fototeca de Cuba, Havana                                                                | Grupo |
| 1987 | I Festival de la Creación y la investigación                                          | Instituto Superior de Arte, Havana                                                      | Grupo |
| 1986 | Marilyn is alive                                                                      | Galeria Leopoldo Romañach. Academia de San Alejandro, Havana                            | Solo  |
| 1986 | Proteo,Galería Leopoldo Romañach                                                      | Academia de Artes Plásticas San Alejandro, Havana                                       | Grupo |

## Prêmios
- 2018: Inga Maren Otto Fellowship. The Watermill Center. Long Island, New York, United States.[18]
- 2013: Meadows Prize. Meadows School of Art and The Meadows Foundation. Texas, United States.
- 2012: Honorary Committee. 40 Years of Latino Arts & Culture. El Museo del Barrio. New York, United States.
- 2012: Derek Williams Trust Purchase Award. Amgueddfa Cymru — National Museum Wales, Contemporary Art Collection. Wales, United Kingdom.
- 2012: Artes Mundi Finalist. National Museum of Art. Wales, United Kingdom.
- 2011: Mid-Career Artist CIFO Grant. Cisneros Fontanals Art Foundation. Florida, United States.
- 2011: Best Show in a University Gallery in 2010: “Tania Bruguera: On the Political Imaginary.” AICA Awards. New York, United States.
- 2011: The Bronx Museum of the Art’s recognition. The Bronx Museum of the Arts. New York, United States.
- 2010: Biennial Competition Award. The Louis Comfort Tiffany Foundation. New York, United States.
- 2009: Ordway Prize Finalist. Creative Link for the Arts / The New Museum. New York, United States. 1st Neuberger Prize. Neuberger Museum. New York, United States.
- 2008: Prince Claus Award. Prince Claus Fund. Rotterdam, The Netherlands.
- 2007: European Commission for Descentralized Cooperation. European Union.
- 2005: Fundación Amistad Travel Grant Support. Fundación Amistad. New York, United States.
- 2002–2004: Cuban Arts Fund Grant. Cuban Arts Fund. New York, United States.
- 2001: MFA Graduate Fellowship, The School of the Art Institute of Chicago. Illinois, United States.
- 2001: Odyssey Travel Grant. The School of the Art Institute of Chicago. Chicago. Illinois, Chicago.
- 2000: Prince Claus Grant. Prince Claus Fund. Rotterdam, The Netherlands.
- 1999: Merit Scholarship. The School of The Art Institute of Chicago. Illinois, United States.
- 1998: Fellowship. The John Simon Guggenheim Memorial Foundation. New York, United States.